# باول جرينهالغ
باول جرينهالغ (بالإنجليزية: Paul Greenhalgh)‏ هو أمين متحف بريطاني، ولد في 21 أكتوبر 1955.